# Aron van Dam
Aron van Dam (Smilde, 5 augustus 1881 – Auschwitz, 17 september 1942) was een Nederlands politicus. Hij was lid van de Provinciale Staten van Gelderland en wethouder in Winterswijk.

## Biografie
Van Dam was de zoon van Nathan van Dam, veehandelaar en joods-ritueel slachter. Zijn moeder was Roosje Polak. Op 8 juni 1909 trad hij in het huwelijk met Johanna Leviticus, met wie hij drie kinderen kreeg. Zijn zoon Max van Dam (1910-1943) kreeg nationale bekendheid als kunstschilder.

### Carrière
Van Dam volgde in Assen een opleiding tot onderwijzer, die hij echter niet voltooide. Hij ging bij zijn vader als veehandelaar werken. In 1905 werd hij keurmeester voor vleeswaren in Oss, bij exportslagerij Zwanenberg. Na zijn huwelijk in 1909 verhuisde hij naar Winterswijk, waar hij verder carrière maakte en actief was in het maatschappelijk leven en binnen de joodse gemeenschap. In 1911 werd coöperatie De Dageraad, door de plaatselijke afdeling van de SDAP opgericht. Van Dam werd de onbezoldigde secretaris en boekhouder. Later kwam hij als directeur in dienst en gaf leiding aan de meelfabriek en bakkerij, naast beheer van diverse winkels in de regio. Van Dam bleek een goed handelaar en ondernemer, die zijn bedrijven steeds wist aan te passen aan de eisen van de tijd. De coöperatie bood werk aan partijgenoten die om politieke redenen waren ontslagen, gaf financiële en administratieve steun aan de SDAP en bood onderdak aan partijbijeenkomsten. De Dageraad werd dus van sociaal en politiek belang in Winterswijk. Zoon Max maakte in 1935 het ontwerp voor de gebrandschilderde ramen van De Dageraad.

### Politiek
In 1919 werd Van Dam voor de SDAP lid van de gemeenteraad in Winterswijk. Hij bleek een sterk en soms fel debater; even gevreesd als gewaardeerd. Hij drong aan op een actiever sociaaleconomisch beleid en op voorzieningen door de gemeente. Nadat de SDAP in 1921 geen toestemming had gekregen om het lokale Feestgebouw te gebruiken voor haar meiviering, noch voor uitvoeringen van de socialistische Toneelvereeniging Heijermans, nam Van Dam het initiatief om een kermistent te kopen, die ingericht werd als schouwburg en in de volksmond de naam Rode of Van Dam-Schouwburg kreeg. Tot eind jaren dertig werd deze ook gebruikt voor partijbijeenkomsten.  
Door zijn controversiële positie ontging Van Dam – en de partij – in 1923 een wethouderszetel. In 1927 werd hij gekozen in de Provinciale Staten van Gelderland en in 1931 alsnog tot wethouder in Winterswijk. Van Dam bleef statenlid en wethouder tot 1939.

### Tweede Wereldoorlog
Van Dam was lid van de Winterswijkse Joodse Gemeente. Daar was hij o.a. goed bevriend met Jaap Hemelrijk. In 1933 werd hij, in een artikel met een antisemitische strekking, aangevallen in de NSB-pers. De gemeenteraad ging naar aanleiding hiervan over tot volledige isolering van de NSB-fractie. Vanaf 1935 groeiden controverses met rechtse en antisocialistische partijen die in Winterswijk flinke aanhang hadden. Voorman van de NSB was de veearts Willem Pieter Cornelis Bos, die oorlogsburgemeester van Winterswijk zou worden. 
Al twee maanden na de invasie dreigde Van Dam als bekende joodse politicus door de nazi’s te worden opgepakt. In juli 1940 zegde hij zijn lidmaatschap van de gemeenteraad op en vluchtte met zijn gezin naar Amsterdam. In augustus werd Van Dam bij een zitting van de gemeenteraad geprezen voor zijn verdiensten. Het bestuur van De Dageraad had Van Dams salaris direct na zijn vertrek stopgezet. Van Dam werd in Amsterdam ‘pensionhouder’: voor zijn inkomen verhuurde hij een gedeelte van zijn woning. Veiligheid vond het gezin in Amsterdam maar kort. In 1942 werden Van Dam, zijn vrouw en hun jongste dochter gearresteerd en naar Westerbork gevoerd. Vandaar werden zij op 14 september 1942 gedeporteerd naar Auschwitz, waar zij een paar dagen later werden vermoord. Zoon Max werd 1 jaar later in Sobibór vermoord. Alleen de oudste dochter van het gezin overleefde de Holocaust. 

## Eerbetoon
De namen van Van Dam, zijn echtgenote en twee kinderen zijn opgenomen in het Holocaust Namenmonument.
- Biografisch Portaal: 97804226